# 硫化レニウム(IV)
硫化レニウム(IV) (りゅうかレニウム よん、英: rhenium sulfide(IV)) または二硫化レニウム（にりゅうかレニウム、英: rhenium disulfide）とは、組成式が ReS2 と表されるレニウムの硫化物である。式量は250.33、密度は7.506 g/cm3、CAS登録番号は [12038-63-0]。択捉島で硫化レニウム(IV)を主成分とする鉱物であるレニウム鉱を産することが知られる。

## 製法
酸化レニウム(VI)と硫黄を混合して真空中で加熱反応させて得られる。
{\displaystyle {\ce {{2ReO3}+ {7S}-> {2ReS2}+ 3SO2}}}
レニウムと硫黄との1000 °Cにおける直接反応でも得られる。
{\displaystyle {\ce {{Re}+ 2S -> ReS2}}}

## 性質
黒色板状晶で水、塩酸、希硫酸およびアルカリにはほとんど溶けず、硝酸には酸化されて過レニウム酸 HReO4 を生じて溶解する。
1000 °Cに加熱すると幾分揮発し、部分的に成分元素に解離する。水素中で1000 °Cに加熱すると単体レニウムになる。また1000 °Cで石英を腐食する。
結晶は六方晶系のヨウ化カドミウム型構造をとり、その格子定数はa = 3.19 Å, c = 12.16 Åである。